# Mihail, Prinț de Saxa-Weimar-Eisenach

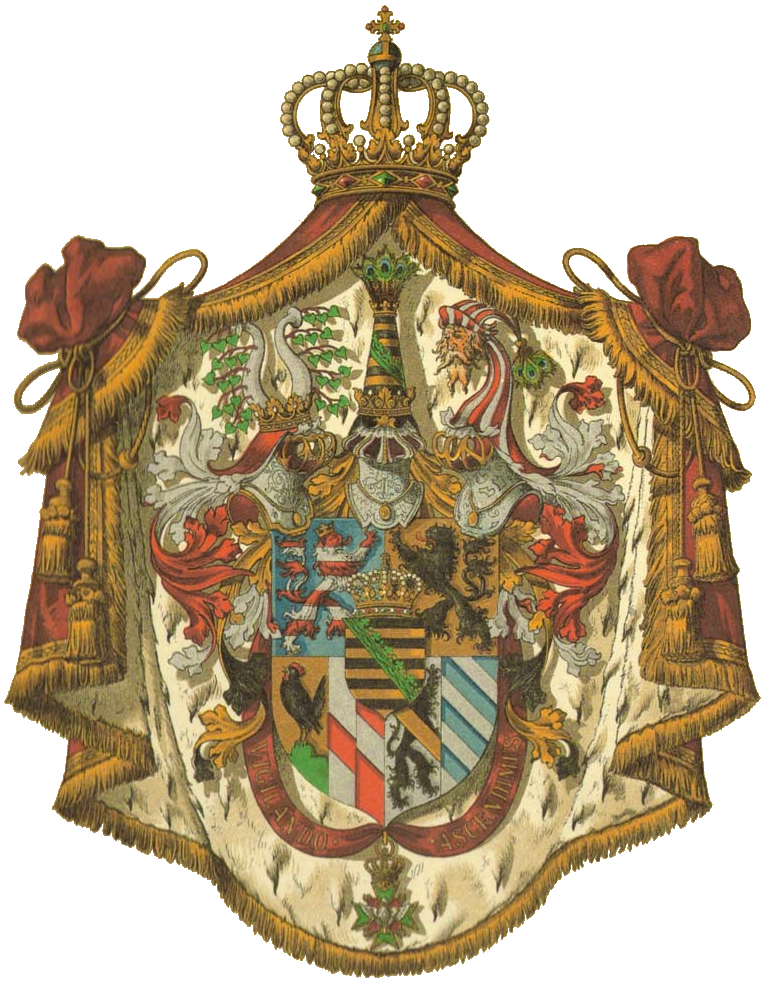
Blazonul Casei de Saxa-Weimar-Eisenach

Mihail, Prinț de Saxa-Weimar-Eisenach (germană Michael Prinz von Sachsen-Weimar-Eisenach; n. 15 noiembrie 1946) este actualul șef al Casei de Saxa-Weimar-Eisenach, și descendentul senior pe linie masculină a întregii Case de Wettin.

## Biografie
Prințul Mihail s-a născut la Bamberg, Bavaria, ca singurul fiu al lui Karl August, Mare Duce Ereditar de Saxa-Weimar-Eisenach și al baronesei Elisabeta de Wangenheim-Winterstein (1912–2010). Printre nașii săi se includ: regina Juliana a Țărilor de Jos și Anna Anderson (falsa Marea Ducesă Anastasia a Rusiei), care locuia cu mătușa ei Prințesa Luise de Saxa-Meiningen.
Când tatăl său a murit în 1988, Mihail i-a succedat ca șef al Casei de Saxa-Weimar-Eisenach. În 1991 el a moștenit conducerea casei de Saxa-Altenburg, linia directă stingându-se, iar din 2012 a moștenit și linia regală albertină saxonă, care, de asemenea, s-a stins. Mihail este în linia de succesiune la tronul britanic, el fiind un stănepot al Prințesei Augusta a Marii Britanii, sora mai mare a regelui George al III-lea al Marii Britanii. Cum nu are fii, actualul moștenitor la conducerea casei marelui ducat este vărul său Prințul Wilhelm Ernst (n. 1946), urmat de fiul lui Wilhelm Ernst, Prințul Constantin (n. 1977).

## Căsătorii
La 9 iunie 1970, la Hamburg-Eimsbüttel, Prințul Mihail s-a căsătorit civil cu Renate Henkel (n. 17 septembrie 1947), fiica lui Konrad Henkel și a soției acestuia, Jutta von Hülsen. Căsătoria religioasă a avut loc la 4 iulie 1970. Nu au avut copii și au divorțat la Düsseldorf la 9 martie 1974.
S-a recăsătorit cu Dagmar Hennings (n. 24 iunie 1948), fiica lui Henrich Hennings și a soției acestuia, Margarethe Schacht, la Londra la 15 noiembrie 1980. Ei au o fiică: 
- Prințesa Leonie Mercedes Augusta Silva Elisabeth Margarethe de Saxa-Weimar-Eisenach (n. 30 octombrie 1986, Frankfurt)